# Homologia singular
Em matemática, a homologia singular é uma teoria de homologia que associa a cada espaço topológico uma sequência de grupos abelianos {\displaystyle \{H_{p}^{s}(X)\}_{p\in \mathbb {N} }}, e a cada aplicação contínua {\displaystyle f:X\rightarrow Y\,\!}, entre dois dados espaços topológicos, uma sequência de homomorfismos induzidos {\displaystyle f_{*,p}:H_{p}^{s}(X)\rightarrow H_{p}^{s}(Y)} {\displaystyle (p\in \mathbb {N} )}.
Assim como toda homologia, a homologia singular é um funtor covariante {\displaystyle Hom\,\!} entre a categoria dos espaços topológicos e aplicações contínuas e a categoria dos grupos graduados em {\displaystyle \mathbb {N} } e os homomorfismos de grupos graduados em {\displaystyle \mathbb {N} }. É conveniente também, dado um espaço topológico {\displaystyle X\,\!} e um subespaço {\displaystyle A\subset X}, definir a homologia singular relativa {\displaystyle H(X,A)\,\!}.

## Definições associadas
Seja {\displaystyle X\,\!} um espaço topológico, {\displaystyle \Delta _{p}\,\!} o simplexo padrão p-dimensional, isto é; 
{\displaystyle \Delta _{p}=\{(x_{1},...,x_{p})\in \mathbb {R} ^{p}|\sum _{i=1}^{p}{x_{i}}\leq 1\}.}
Note que, {\displaystyle \{e_{1},...,e_{p}\}\,\!}, a base canônica do {\displaystyle \mathbb {R} ^{p}} também é o conjunto dos pontos extremais do convexo {\displaystyle \Delta _{p}\,\!}.
Sejam também, para {\displaystyle 1\leq j<p}, 
{\displaystyle F_{i}^{p}=[e_{1},...,{\hat {e_{i}}},...,e_{p-1}]:\mathbb {R} ^{p-1}\rightarrow \mathbb {R} ^{p}},
a aplicação linear que leva {\displaystyle e_{i}\,\!} em {\displaystyle e_{i}\,\!}, para {\displaystyle i<j\,\!}, e  {\displaystyle e_{i}\,\!} em {\displaystyle e_{i+1}\,\!}, para {\displaystyle j\leq i<p}. 

{\displaystyle F_{i}^{p}} é o chamado i-ésimo operador face de {\displaystyle \Delta _{p}\,\!}. 
Definimos o p-ésimo operador bordo sobre {\displaystyle \Delta _{p}\,\!} como 

{\displaystyle \partial _{p}:\Delta _{p-1}\rightarrow \Delta _{p}\,\!} dada por {\displaystyle \partial _{p}(x)=\sum _{i=1}^{p}{(-1)^{i}F_{i}^{p}(x)}}.

## Construção do complexo singular
Definimos um p-simplexo singular de {\displaystyle X\,\!} como uma aplicação contínua 
{\displaystyle \sigma :\Delta _{p}\rightarrow X\,\!}.
Definimos para {\displaystyle p\geq 0} o p-ésimo grupo singular de {\displaystyle X}, {\displaystyle G_{p}^{s}(X)}, como sendo o grupo abeliano livre gerado pelos p-simplexos singulares de {\displaystyle X}.
Note que podemos definir também {\displaystyle \partial _{p}} agindo sobre  {\displaystyle G_{p}^{s}(X)}. Podemos escrever um elemento qualquer de {\displaystyle G_{p}^{s}(X)} como {\displaystyle \sum _{i=1}^{N}c_{i}\sigma _{i}}, onde os {\displaystyle \sigma _{i}\,\!}'s são p-simplexos singulares de {\displaystyle X\,\!}, e os {\displaystyle c_{i}\,\!}'s são inteiros não-nulos. Definimos {\displaystyle \partial _{p}(\sum _{i=1}^{N}{c_{i}\sigma _{i}})} por   
{\displaystyle \sum _{i=1}^{N}{c_{i}\partial _{p}(\sigma _{i})}}.
Portanto, {\displaystyle \partial _{p}:G_{p}^{s}(X)\rightarrow G_{p-1}^{s}(X)} está bem definida. 
Seja {\displaystyle p\in \mathbb {N} }. Chamamos de {\displaystyle Nuc(\partial _{p})\,\!} de grupo dos p-ciclos singulares de X, que será denotado por {\displaystyle Z_{p}^{s}(X)}. 
De forma análoga, diremos que {\displaystyle Im(\partial _{p+1})\,\!} é o grupo dos p-bordos singulares de X, que será denotado por {\displaystyle B_{p}^{s}(X)}. 
É fácil mostrar que {\displaystyle \partial _{p}\partial _{p-1}=0\,\!}, e que portanto, {\displaystyle {\mathcal {S}}(X)=\{(G_{p}^{s}(X),\partial _{p})\}_{p\in \mathbb {N} }} define um complexo de cadeias, a que chamaremos de complexo de cadeias singulares associado ao espaço topológico {\displaystyle X}
Por definição, o p-ésimo grupo de Homologia de {\displaystyle {\mathcal {S}}(X)} é grupo  
{\displaystyle H_{p}^{s}(X)=Z_{p}^{s}(X)/B_{q}^{s}(X)}.